# Паровозы H (финские)
Эта статья о финских паровозах. О российских паровозах серии Н см. Паровоз Н
Паровозы группы H — пассажирские паровозы типа 2-3-0 Финских железных дорог. Были созданы для замены паровозов серии А. Строились на американских, а позже и на финских заводах. Всего существовало 8 разновидностей (H1 — H8), которые имели различные конструкционные отличия.

## История
В конце 1890-х годов в Финляндии значительно возрос объём железнодорожных перевозок. Возросла также и масса поездов, особенно пассажирских. У имевшиеся локомотивов серии А сила тяги была явно недостаточной. Поскольку европейские производители не гарантировали своевременного выполнения контракта, в 1897 году у филадельфийской компании Baldwin (Филадельфия) было заказано 10 более крупных и мощных паровозов, получивших обозначение H1.
В последующие годы VR заказала у компании Richmond 22 аналогичные машины, получивших обозначение H2 и серийные номера 291—300 и 322—333.
В 1942 году номенклатура финских железных дорог была изменена, паровозы типов H1 и H2 были объединены в одну серию, Hk1, которая состояла из американских локомотивов с осевой формулой 2-3-0.

## Применение
Полученные локомотивы почти 40 лет использовались в пассажирских поездах, будучи приписанными к депо Хельсинки, Санкт-Петербурга и Выборга, затем — Риихимяки и Карелии, а позже и в других частях страны. Они активно использовались, несмотря на то, что расход топлива и смазочных материалов у них был выше, чем у более поздних H3 и H4, построенных в Тампере. Эти паровозы использовались до середины 1950-х годов, а позже были выведены в резерв.
По состоянию на 1918 год, в России осталось 6 паровозов, которые семью годами позже были выкуплены. После Зимней войны 8 локомотивов были переданы Советскому Союзу. Один продолжил работать на нужды армии.
3 локомотива были списаны в 1936 и 1939 годах, остальные — в 1954—1959 годах.

## Сохранившиеся паровозы
На перроне Финляндского вокзала (Санкт-Петербург) установлен паровоз H2-293. В августе 1917 года на этом паровозе, который вёл машинист Г. Э. Ялава, нелегально проехал через границу в Финляндию Владимир Ленин. Паровоз после этого ещё водил пассажирские поезда, пока в апреле 1918 не попал в аварию (столкновение с поездом). После этого его отставили от работы и он простоял несколько лет «под забором». В 1920 году на одном из субботников его восстановили и вернули в эксплуатацию. В 1924 году его вместе с другими оставшимися паровозами этой группы передали на Финляндские железные дороги в депо Тампере. Там его подвергли модернизации (поставили пароперегреватель), после чего он стал работать наравне с остальными паровозами. В июне 1957 года, в связи с сокращением парка паровозов, в Хельсинки H2-293 торжественно передали советской делегации. Паровоз переправили в Ленинград и в том же году установили в стеклянном павильоне на перроне Финляндского вокзала.